# Héctor Valenzuela Valderrama
Héctor Valenzuela Valderrama (Santiago, 21 de octubre de 1923 – Santiago, 17 de febrero de 1978) fue un abogado, diplomático y político chileno del Partido Demócrata Cristiano. Fue diputado y presidente de la Cámara en 1969. 

## Primeros años
Hijo de don Luis Alberto Valenzuela Labbé y de la señora Josefina Valderrama Labbé. Era apodado como Sotana Valenzuela, por su pasado como seminarista. Estuvo casado con Victoria Lamb Jacobelli, con quien tuvo 5 hijos: Héctor, María Eugenia, María Paz, Rafael Luis, María Rosario. 
Realizó sus estudios primarios y secundarios en el Instituto Nacional y en el Pontificio Seminario de Santiago. Luego de finalizar su etapa escolar, ingresó a la Universidad de Chile, donde se tituló de abogado. Tras esto, estudió un doctorado en Filosofía, Teología y Derecho Canónico en la Pontificia Universidad Católica (PUC). Más adelante, estudió en Roma en el Institutus Angelicus de Derecho Canónico.

## Actividades públicas
- Militante del Partido Conservador (1943-1948).
- Fundador de Radio de la Acción Católica chilena en 1944.
- Abogado de tribunales de la Iglesia Católica y del Cardenal José María Caro (1946-1956).
- Profesor de Filosofía y Teología de la Pontificia Universidad Católica y de Filosofía de la Facultad de Derecho de la Universidad de Chile.
- Abandona el Partido Conservador y se traslada al Partido Conservador Social Cristiano (1948-1957).
- Gerente de CB-66 Radio Chilena (1953-1957)
- Fundador y militante del Partido Demócrata Cristiano (1957).
- Diputado Diputado por la 7ª Agrupación Departamental “Santiago”, Primer Distrito (1965-1969). Integró la Comisión de Relaciones Exteriores y la Comisión de Trabajo y Seguridad Social, presidiéndola.
- Representante de Chile a la XXV Reunión Extraordinaria del Comité Interamericano de Seguridad Social, celebrado en Lima (1968.
- Diputado por la 7ª Agrupación Departamental “Santiago”, Primer Distrito (1969-1973). Fue Presidente de la Cámara de Diputados desde el 4 de junio al 9 de septiembre de 1969.
- Falleció en Santiago, el día 17 de febrero de 1978.

## Historial electoral

### Elecciones parlamentarias de 1973
- Elecciones parlamentarias de 1973 Senador Sexta Agrupación Provincial, Talca, Linares, Curicó y Maule Período 1973-1981 (Fuente: Diario El Mercurio, Martes 6 de marzo de 1973)